# بورکهارد سگلر
بورکهارد سگلر (انگلیسی: Burkhard Segler؛ زادهٔ ۵ مارس ۱۹۵۱) بازیکن فوتبال اهل آلمان است.
از باشگاه‌هایی که در آن بازی کرده‌است می‌توان به باشگاه فوتبال بایرن مونیخ، باشگاه فوتبال بایر ۰۴ لورکوزن، باشگاه فوتبال اسنابروک، و باشگاه فوتبال بروسیا دورتموند اشاره کرد.
وی همچنین در تیم ملی فوتبال West Germany B بازی کرده‌است.